# Gordon Richardson
Gordon William Humphreys Richardson (25 novembre 1915 - 22 janvier 2010) est un banquier britannique, ancien avocat et ancien gouverneur de la Banque d'Angleterre .

## Biographie
Richardson est le fils de John Robert et Nellie Richardson, et fait ses études à Nottingham High School et à Gonville and Caius College, Cambridge.
Il sert pendant la Seconde Guerre mondiale et devient membre de l'Ordre de l'Empire britannique, division militaire, en 1944. Il est admis au barreau de Gray's Inn en 1946, devenant membre du Conseil du Barreau entre 1951 et 1955, mais abandonne le droit pour une carrière dans la City. Il devient administrateur de J.Henry Schroder & Co en 1957, puis président entre 1962 et 1973.
Il est nommé gouverneur de la Banque d'Angleterre en 1973 et reste à ce poste jusqu'en 1983. En novembre 1973, il voit la ruée sur London and County Securities, marquant le début de la crise bancaire secondaire.
Alors qu'il est gouverneur, Richardson est admis au Conseil privé (1976) et reçoit la décoration territoriale (1979). Il est créé pair à vie comme baron Richardson de Duntisbourne, de Duntisbourne dans le comté de Gloucestershire et Chevalier Compagnon de l'Ordre de la Jarretière, tous deux en 1983.
En février 1978, Richardson prononce la première conférence Mais, intitulée "Réflexions sur la conduite de la politique monétaire" . Depuis lors, la conférence annuelle est un événement majeur dans la communauté bancaire et financière de la City de Londres, accueillant chacun des gouverneurs suivants de la Banque d'Angleterre, ainsi que les premiers ministres, les chanceliers de l'Échiquier et banquiers de la banque centrale européenne.
Richardson est membre du conseil consultatif de Morgan Stanley depuis 1984. Entre 1985 et 1991, il est membre du Groupe des Trente et reste par la suite leur président honoraire. Il est président du Pilgrim Trust de 1984 à 1989 .